# Llista de topònims d'Arenys de Munt
Llista de topònims (noms propis de lloc) del municipi d'Arenys de Munt, al Maresme
Informació actualitzada per un bot. Els canvis manuals es perdran quan s'actualitzi!

## arbre singular
| imatge | Nom                                                                     | Ubicat a       | instància de   | Detalls                                                                             | coordenades | Protecció | Commons (més fotos) | Dades a WD                    |
| ------ | ----------------------------------------------------------------------- | -------------- | -------------- | ----------------------------------------------------------------------------------- | --- | --------- | ------------------- | ----------------------------- |
|        | Alzina surera de la carretera d'Arenys de Munt a Sant Vicenç de Montalt | Arenys de Munt | arbre singular | 20th century Taxon: alzina surera (Quercus suber)                                   | 41° 36′ 28″ N, 2° 31′ 26″ E / 41.60784°N,2.52402°E ca:Carretera d'Arenys de Munt a Sant Vicenç de Montalt          |           |                     | Modifica les dades a Wikidata |
|        | Eucaliptus del Remei                                                    | Arenys de Munt | arbre singular | Taxon: eucaliptus blau (Eucalyptus globulus)                                        | 41° 35′ 14″ N, 2° 31′ 34″ E / 41.58733°N,2.52604°E ca:El Remei o Can Gibert - al sud del terme municipal           |           |                     | Modifica les dades a Wikidata |
|        | Palmera de ventall de can Zariquiei                                     | Arenys de Munt | arbre singular | 20th century                                                                        | 41° 35′ 57″ N, 2° 32′ 38″ E / 41.5993°N,2.54395°E ca:Can Zariquiei - Carretera d'Arenys a Sant Celoni (C-61) Km. 3 |           |                     | Modifica les dades a Wikidata |
|        | Perera de l'Hostal del Sol                                              | Arenys de Munt | arbre singular | 20th century Taxon: Pyrus communis subsp. communis (Pyrus communis subsp. communis) | 41° 36′ 06″ N, 2° 31′ 58″ E / 41.60175°N,2.53281°E ca:Hostal del Sol                                               |           |                     | Modifica les dades a Wikidata |

## arbreda
| imatge | Nom                              | Ubicat a       | instància de    | Detalls      | coordenades                                                                  | Protecció | Commons (més fotos) | Dades a WD                    |
| ------ | -------------------------------- | -------------- | --------------- | ------------ | ---------------------------------------------------------------------------- | --------- | ------------------- | ----------------------------- |
|        | avinguda de plàtans de can Jalpí | Arenys de Munt | arbreda         | 20th century | 41° 35′ 49″ N, 2° 32′ 27″ E / 41.59683°N,2.54084°E ca:Parc de Can Jalpí      |           |                     | Modifica les dades a Wikidata |
|        | passeig de plàtans de la Riera   | Arenys de Munt | arbreda passeig | 19th century | 41° 36′ 32″ N, 2° 32′ 26″ E / 41.60894°N,2.54068°E ca:Riera d'Arenys de Munt |           |                     | Modifica les dades a Wikidata |

## bosc de ribera
| imatge | Nom                            | Ubicat a       | instància de   | Detalls      | coordenades                                                             | Protecció | Commons (més fotos) | Dades a WD                    |
| ------ | ------------------------------ | -------------- | -------------- | ------------ | ----------------------------------------------------------------------- | --------- | ------------------- | ----------------------------- |
|        | alocar de la riera de Caldetes | Arenys de Munt | bosc de ribera |              | 41° 35′ 09″ N, 2° 31′ 17″ E / 41.58594°N,2.52132°E ca:Riera de Caldetes |           |                     | Modifica les dades a Wikidata |
|        | alocar del rial de Betlem      | Arenys de Munt | bosc de ribera | 20th century | 41° 36′ 05″ N, 2° 32′ 22″ E / 41.60144°N,2.53945°E ca:Torrent d'en Puig |           |                     | Modifica les dades a Wikidata |

## casa
| imatge | Nom                                    | Ubicat a       | instància de | Detalls                                                                  | coordenades | Protecció                                  | Commons (més fotos)                                     | Dades a WD                    |
| ------ | -------------------------------------- | -------------- | ------------ | ------------------------------------------------------------------------ | --- | ------------------------------------------ | ------------------------------------------------------- | ----------------------------- |
|        | Ca l'Escorial                          | Arenys de Munt | casa         | Estil: arquitectura popular Estat: enderrocat o destruït                 | 41° 36′ 16″ N, 2° 32′ 26″ E / 41.60451°N,2.5406°E                                                                               | bé integrant del patrimoni cultural català |                                                         | Modifica les dades a Wikidata |
|        | Ca l'Iscle                             | Arenys de Munt | casa         | Estil: arquitectura popular 19th century Estat: enderrocat o destruït    | 41° 36′ 28″ N, 2° 32′ 25″ E / 41.60777°N,2.54034°E ca:C. Vell, 1 (enderrocat) 117 msnm                                          | bé integrant del patrimoni cultural català | Ca l'Iscle (Arenys de Munt)                             | Modifica les dades a Wikidata |
|        | Can Boira Minaire                      | Arenys de Munt | casa         | 1917                                                                     | 41° 36′ 34″ N, 2° 32′ 26″ E / 41.609465°N,2.540578°E ca:Rbla. de Sant Martí, 50 123 msnm                                        | bé cultural d'interès local                | Can Boira Minaire                                       | Modifica les dades a Wikidata |
|        | Can Co                                 | Arenys de Munt | casa         | 1912                                                                     | 41° 36′ 33″ N, 2° 32′ 25″ E / 41.60923°N,2.540268°E ca:Pl. Església, 3 121 msnm                                                 | bé cultural d'interès local                | Can Co (Arenys de Munt)                                 | Modifica les dades a Wikidata |
|        | Can Corbera                            | Arenys de Munt | casa         | Estil: gòtic tardà arquitectura popular 16th century                     | 41° 36′ 29″ N, 2° 32′ 28″ E / 41.608053°N,2.541164°E ca:Rbla. Riera i Penya, 80 117 msnm                                        | bé cultural d'interès local                | Can Corbera (Arenys de Munt)                            | Modifica les dades a Wikidata |
|        | Can Corder                             | Arenys de Munt | casa         | Estil: arquitectura eclèctica 20th century                               | 41° 36′ 32″ N, 2° 32′ 27″ E / 41.60897°N,2.540714°E 41° 36′ 32″ N, 2° 32′ 27″ E / 41.60894°N,2.54081°E ca:Rambla Sant Martí, 30 | bé cultural d'interès local                | Can Corder (Arenys de Munt)                             | Modifica les dades a Wikidata |
|        | Can Corrioles                          | Arenys de Munt | casa         |                                                                          | 41° 36′ 40″ N, 2° 32′ 22″ E / 41.61125°N,2.53953°E ca:Rambla Francesc Macià, 57                                                 |                                            |                                                         | Modifica les dades a Wikidata |
|        | Can Costella                           | Arenys de Munt | casa         | Estil: arquitectura popular 18th century Estat: enderrocat o destruït    | 41° 36′ 48″ N, 2° 32′ 22″ E / 41.613198°N,2.539339°E ca:Av. Panagall, 47-49 137 msnm                                            | bé cultural d'interès local                | Can Costella (Arenys de Munt)                           | Modifica les dades a Wikidata |
|        | Can Cumalada                           | Arenys de Munt | casa         | 19th century                                                             | 41° 35′ 48″ N, 2° 30′ 46″ E / 41.5967°N,2.51271°E ca:Torrentbó - al costat de Can Palomé                                        |                                            |                                                         | Modifica les dades a Wikidata |
|        | Can Delàs                              | Arenys de Munt | casa         | 19th century                                                             | 41° 35′ 45″ N, 2° 30′ 59″ E / 41.5958°N,2.51628°E ca:Torrentbó - Parròquia de Santa Cecília                                     |                                            |                                                         | Modifica les dades a Wikidata |
|        | Can Gamandé                            | Arenys de Munt | casa         | 17th century                                                             | 41° 35′ 47″ N, 2° 30′ 52″ E / 41.59642°N,2.51448°E ca:Torrentbó - Parròquia de Santa Cecília                                    |                                            |                                                         | Modifica les dades a Wikidata |
|        | Can Matalí                             | Arenys de Munt | casa         | 19th century                                                             | 41° 36′ 37″ N, 2° 32′ 26″ E / 41.61036°N,2.54045°E ca:Rambla Sant Martí, 19                                                     |                                            |                                                         | Modifica les dades a Wikidata |
|        | Can Minguet                            | Arenys de Munt | casa         | Arquitecte: Enric Catà i Catà Estil: arquitectura eclèctica 20th century | 41° 36′ 36″ N, 2° 32′ 26″ E / 41.60996°N,2.540527°E ca:Rbla. de Sant Martí, 70 123 msnm                                         | bé cultural d'interès local                | Can Minguet (Arenys de Munt)                            | Modifica les dades a Wikidata |
|        | Can Missé                              | Arenys de Munt | casa         | Estil: arquitectura popular 17th century                                 | 41° 36′ 31″ N, 2° 32′ 25″ E / 41.608626°N,2.540152°E ca:Carrer Vell, 33                                                         | bé cultural d'interès local                | Can Missé (Arenys de Munt)                              | Modifica les dades a Wikidata |
|        | Can Missé del Pa                       | Arenys de Munt | casa         | Estil: arquitectura neoclàssica 1854                                     | 41° 36′ 43″ N, 2° 32′ 21″ E / 41.61189°N,2.53927°E ca:Rambla Francesc Macià, 74                                                 | bé cultural d'interès local                | Can Missé del Pa                                        | Modifica les dades a Wikidata |
|        | Can Murillas                           | Arenys de Munt | casa         | Estil: arquitectura neoclàssica 19th century                             | 41° 36′ 22″ N, 2° 32′ 24″ E / 41.60604°N,2.539894°E ca:Riera i Penya, 23                                                        | bé cultural d'interès local                | Can Murillas (Arenys de Munt)                           | Modifica les dades a Wikidata |
|        | Can Palomé                             | Arenys de Munt | casa         | 1870                                                                     | 41° 35′ 46″ N, 2° 30′ 42″ E / 41.59606°N,2.51159°E ca:Torrentbó - Davant Restaurant Els Tres Turons                             |                                            |                                                         | Modifica les dades a Wikidata |
|        | Can Parés                              | Arenys de Munt | casa         | Estil: historicisme arquitectònic 20th century                           | 41° 36′ 30″ N, 2° 32′ 25″ E / 41.608347°N,2.540358°E ca:C. Vell, 24 119 msnm                                                    | bé cultural d'interès local                | Can Parés (Arenys de Munt)                              | Modifica les dades a Wikidata |
|        | Can Peret Boira                        | Arenys de Munt | casa         | Estil: arquitectura eclèctica 20th century                               | 41° 36′ 34″ N, 2° 32′ 25″ E / 41.609383°N,2.540315°E ca:Rbla. de Sant Martí, 21 121 msnm                                        | bé integrant del patrimoni cultural català | Can Peret Boira                                         | Modifica les dades a Wikidata |
|        | Can Regàs                              | Arenys de Munt | casa         | Estil: arquitectura neoclàssica 20th century                             | 41° 36′ 42″ N, 2° 32′ 21″ E / 41.61174°N,2.53907°E ca:Rbla. Francesc Macià, 75 131 msnm                                         | bé cultural d'interès local                | Can Regàs (Arenys de Munt)                              | Modifica les dades a Wikidata |
|        | Can Rius                               | Arenys de Munt | casa         | Arquitecte: Enric Catà i Catà Estil: noucentisme 20th century            | 41° 36′ 28″ N, 2° 32′ 28″ E / 41.6078°N,2.54109°E ca:Rambla Riera i Penya, 72                                                   | bé cultural d'interès local                | Can Rius (Arenys de Munt)                               | Modifica les dades a Wikidata |
|        | Can Terrades                           | Arenys de Munt | casa         | Estil: arquitectura modernista 20th century                              | 41° 36′ 43″ N, 2° 32′ 18″ E / 41.611944444444°N,2.5383333333333°E ca:Rambla Riera i Penya, 91-93                                | bé cultural d'interès local                | Can Terrades (Arenys de Munt)                           | Modifica les dades a Wikidata |
|        | Can Tusell                             | Arenys de Munt | casa         | 19th century                                                             | 41° 35′ 43″ N, 2° 30′ 33″ E / 41.59534°N,2.50909°E ca:Torrentbó - Parròquia de Santa Cecília                                    |                                            |                                                         | Modifica les dades a Wikidata |
|        | Can Vernis                             | Arenys de Munt | casa         | Estil: arquitectura modernista 20th century                              | 41° 36′ 28″ N, 2° 32′ 28″ E / 41.607778°N,2.541111°E ca:Rambla Riera i Penya, 76 117 msnm                                       | bé integrant del patrimoni cultural català | Can Vernis (Arenys de Munt)                             | Modifica les dades a Wikidata |
|        | Can Vinyals                            | Arenys de Munt | casa         | Estil: noucentisme 1913                                                  | 41° 36′ 51″ N, 2° 32′ 13″ E / 41.6142°N,2.53688°E ca:Camí Sobirans, 2                                                           | bé integrant del patrimoni cultural català | Can Vinyals (Arenys de Munt)                            | Modifica les dades a Wikidata |
|        | Can Xacó                               | Arenys de Munt | casa         |                                                                          | 41° 35′ 46″ N, 2° 30′ 39″ E / 41.59613°N,2.5107°E ca:Torrentbó - Parròquia de Santa Cecília                                     |                                            |                                                         | Modifica les dades a Wikidata |
|        | Casa Riera i Penya, 9                  | Arenys de Munt | casa         | 20th century                                                             | 41° 36′ 21″ N, 2° 32′ 24″ E / 41.60571°N,2.53997°E ca:Rambla Riera i Penya, 9                                                   |                                            |                                                         | Modifica les dades a Wikidata |
|        | Casa de la Rambla de Sant Martí, 7     | Arenys de Munt | casa         | Estil: arquitectura modernista                                           | 41° 36′ 30″ N, 2° 32′ 26″ E / 41.608276°N,2.540578°E ca:Rambla de Sant Martí, 7                                                 |                                            |                                                         | Modifica les dades a Wikidata |
|        | Immoble a la rambla Francesc Macià, 18 | Arenys de Munt | casa         |                                                                          | 41° 36′ 39″ N, 2° 32′ 24″ E / 41.61076°N,2.540092°E ca:Rbla. Francesc Macià, 18 128 msnm                                        | bé cultural d'interès local                | Immoble a la rambla Francesc Macià, 18 (Arenys de Munt) | Modifica les dades a Wikidata |
|        | Immoble a la rambla Francesc Macià, 26 | Arenys de Munt | casa         |                                                                          | 41° 36′ 39″ N, 2° 32′ 24″ E / 41.610723°N,2.54011°E ca:Rbla. Francesc Macià, 26 128 msnm                                        | bé cultural d'interès local                | Immoble a la rambla Francesc Macià, 26 (Arenys de Munt) | Modifica les dades a Wikidata |
|        | Villa Cristina                         | Arenys de Munt | casa         | Estil: arquitectura modernista                                           | 41° 36′ 43″ N, 2° 32′ 17″ E / 41.611973°N,2.538127°E ca:Rambla de l'Eixemple, 89-91                                             |                                            |                                                         | Modifica les dades a Wikidata |
|        | Villa Josefa                           | Arenys de Munt | casa         | Estil: arquitectura modernista                                           | 41° 36′ 50″ N, 2° 32′ 14″ E / 41.6138°N,2.53713°E ca:Rbla. Eixample, cantonada amb la ctra. de Cornellà a Fogars de Tordera     | bé cultural d'interès local                | Villa Josefa (Arenys de Munt)                           | Modifica les dades a Wikidata |

## edifici
| imatge | Nom                              | Ubicat a       | instància de | Detalls                                                  | coordenades                                                                                                   | Protecció                                  | Commons (més fotos)                | Dades a WD                    |
| ------ | -------------------------------- | -------------- | ------------ | -------------------------------------------------------- | --- | ------------------------------------------ | ---------------------------------- | ----------------------------- |
|        | Annex de Can Vives               | Arenys de Munt | edifici      |                                                          | 41° 35′ 47″ N, 2° 31′ 49″ E / 41.59646°N,2.53017°E ca:Al costat de Can Catà de Dalt.                          |                                            |                                    | Modifica les dades a Wikidata |
|        | Can Ton                          | Arenys de Munt | edifici      | Estil: arquitectura popular Estat: enderrocat o destruït | | bé integrant del patrimoni cultural català |                                    | Modifica les dades a Wikidata |
|        | Caseta de Can Bombí              | Arenys de Munt | edifici      | 19th century                                             | 41° 35′ 34″ N, 2° 32′ 02″ E / 41.59271°N,2.53385°E ca:Damunt el Rial de Corsaví.                              |                                            |                                    | Modifica les dades a Wikidata |
|        | Entrada a Can Jalpí              | Arenys de Munt | edifici      | 20th century                                             | 41° 35′ 35″ N, 2° 32′ 32″ E / 41.592961°N,2.542243°E                                                          | bé cultural d'interès local                | Entrada a Can Jalpí                | Modifica les dades a Wikidata |
|        | Escola Sant Martí                | Arenys de Munt | edifici      | Arquitecte: Enric Catà i Catà Estil: noucentisme 1937    | 41° 36′ 33″ N, 2° 32′ 20″ E / 41.6093°N,2.53885°E ca:Generalitat                                              | bé cultural d'interès local                | Escola Sant Martí (Arenys de Munt) | Modifica les dades a Wikidata |
|        | Escorxador municipal             | Arenys de Munt | edifici      | 1950                                                     | 41° 36′ 21″ N, 2° 32′ 14″ E / 41.6057°N,2.53721°E ca:Torrent d'en Puig cantonada carrer Barbeta               |                                            |                                    | Modifica les dades a Wikidata |
|        | Fàbrica Grober                   | Arenys de Munt | edifici      | Estil: racionalisme arquitectònic 1929                   | 41° 36′ 53″ N, 2° 32′ 27″ E / 41.614853°N,2.540948°E ca:Ctra. C-61 d'Arenys de Mar a Sant Celoni, 49 149 msnm | bé cultural d'interès local                | Fàbrica Grober                     | Modifica les dades a Wikidata |
|        | Glorieta de Cal Guix             | Arenys de Munt | edifici      |                                                          | 41° 35′ 48″ N, 2° 31′ 16″ E / 41.59669°N,2.52101°E ca:Torrentbó - Veïnat de Can Guix                          |                                            |                                    | Modifica les dades a Wikidata |
|        | Mercat d'Arenys de Munt          | Arenys de Munt | edifici      | Estil: racionalisme arquitectònic 20th century           | 41° 36′ 31″ N, 2° 32′ 25″ E / 41.608609°N,2.540392°E ca:Rbla. de Sant Martí, 17 - c. Vell, 34 119 msnm        | bé integrant del patrimoni cultural català | Mercat (Arenys de Munt)            | Modifica les dades a Wikidata |
|        | Naus annexes a la Fàbrica Grober | Arenys de Munt | edifici      | Estil: racionalisme arquitectònic                        | 41° 36′ 57″ N, 2° 32′ 28″ E / 41.61579°N,2.541097°E                                                           | bé cultural d'interès local                |                                    | Modifica les dades a Wikidata |
|        | Paller sector Sta. Cecília       | Arenys de Munt | edifici      |                                                          | 41° 35′ 46″ N, 2° 30′ 54″ E / 41.59621°N,2.51487°E ca:Torrentbó - Parròquia de Santa Cecília                  |                                            |                                    | Modifica les dades a Wikidata |
|        | Rectoria de Santa Cecília        | Arenys de Munt | edifici      | 20th century                                             | 41° 35′ 46″ N, 2° 30′ 53″ E / 41.5962°N,2.51472°E ca:Torrentbó - Parròquia de Santa Cecília                   |                                            |                                    | Modifica les dades a Wikidata |
|        | Sindicat agrícola                | Arenys de Munt | edifici      | 20th century                                             | 41° 36′ 23″ N, 2° 32′ 28″ E / 41.60652°N,2.54109°E ca:Rial Pasqual amb Mn. Cinto Verdaguer                    |                                            |                                    | Modifica les dades a Wikidata |

## element arquitectònic
| imatge | Nom                          | Ubicat a       | instància de          | Detalls | coordenades                                                                                       | Protecció | Commons (més fotos) | Dades a WD                    |
| ------ | ---------------------------- | -------------- | --------------------- | ------- | ------------------------------------------------------------------------------------------------- | --------- | ------------------- | ----------------------------- |
|        | Dolmen de l'Infern           | Arenys de Munt | element arquitectònic |         | 41° 36′ 20″ N, 2° 30′ 48″ E / 41.60549°N,2.51344°E ca:Vessant meridional del Turó de la Vilanegra |           |                     | Modifica les dades a Wikidata |
|        | capelleta de Sant Martí      | Arenys de Munt | element arquitectònic |         | 41° 36′ 32″ N, 2° 32′ 27″ E / 41.60902°N,2.54071°E ca:Rambla de Sant Martí, 32                    |           |                     | Modifica les dades a Wikidata |
|        | capelleta de St. Ramon Nonat | Arenys de Munt | element arquitectònic |         | 41° 36′ 37″ N, 2° 32′ 25″ E / 41.6103°N,2.54034°E ca:Rambla Francesc Macià, 8                     |           |                     | Modifica les dades a Wikidata |

## entitat singular de població
| imatge | Nom                  | Ubicat a       | instància de                                                                   | Detalls                          | coordenades                                                                                             | Protecció | Commons (més fotos)        | Dades a WD                    |
| ------ | -------------------- | -------------- | ------------------------------------------------------------------------------ | -------------------------------- | --- | --------- | -------------------------- | ----------------------------- |
|        | Aiguaviva            | Arenys de Munt | entitat singular de població                                                   | 65 hab                           | 41° 35′ 41″ N, 2° 32′ 45″ E / 41.594682°N,2.54576°E 115 msnm                                            |           |                            | Modifica les dades a Wikidata |
|        | Arenys Residencial   | Arenys de Munt | entitat singular de població                                                   | 274 hab                          | 41° 35′ 50″ N, 2° 32′ 43″ E / 41.59716°N,2.545218°E 100 msnm                                            |           |                            | Modifica les dades a Wikidata |
|        | Arenys de Munt       | Arenys de Munt | entitat singular de població capital municipal ens local històric de Catalunya | 7671 hab                         | 41° 36′ 51″ N, 2° 32′ 23″ E / 41.614166666667°N,2.5397222222222°E 121 msnm                              |           |                            | Modifica les dades a Wikidata |
|        | Barri Nord           | Arenys de Munt | entitat singular de població                                                   | 50 hab                           | 41° 37′ 05″ N, 2° 32′ 22″ E / 41.61809725°N,2.539429665°E 232.186 msnm                                  |           |                            | Modifica les dades a Wikidata |
|        | Barri Orient         | Arenys de Munt | entitat singular de població                                                   | 57 hab                           | 41° 36′ 15″ N, 2° 32′ 30″ E / 41.604172°N,2.541642°E 129.727 msnm                                       |           |                            | Modifica les dades a Wikidata |
|        | Barri Ponent         | Arenys de Munt | entitat singular de població                                                   | 21 hab                           | 41° 36′ 53″ N, 2° 32′ 07″ E / 41.6146362°N,2.535309792°E 182.906 msnm                                   |           |                            | Modifica les dades a Wikidata |
|        | Can Gelpí            | Arenys de Munt | entitat singular de població                                                   | 226 hab                          | 41° 35′ 57″ N, 2° 32′ 22″ E / 41.5991712°N,2.5395818°E 107 msnm                                         |           |                            | Modifica les dades a Wikidata |
|        | Can Sagrera          | Arenys de Munt | entitat singular de població                                                   | 6 hab                            | 41° 35′ 33″ N, 2° 32′ 24″ E / 41.59260615°N,2.53986833°E 93 msnm                                        |           | Can Sagrera (urbanització) | Modifica les dades a Wikidata |
|        | Collsacreu           | Arenys de Munt | entitat singular de població                                                   | 170 hab Anomenat per: Collsacreu | 41° 37′ 48″ N, 2° 32′ 03″ E / 41.629975276722°N,2.5342753436267°E 374 msnm                              |           |                            | Modifica les dades a Wikidata |
|        | Santa Rosa dels Pins | Arenys de Munt | entitat singular de població                                                   | 102 hab                          | 41° 36′ 11″ N, 2° 30′ 44″ E / 41.603194444444°N,2.5123055555556°E 298 msnm                              |           |                            | Modifica les dades a Wikidata |
|        | Sobirans             | Arenys de Munt | entitat singular de població                                                   | 74 hab                           | 41° 37′ 04″ N, 2° 30′ 51″ E / 41.6176883522504°N,2.5141493481388°E 228 msnm                             |           |                            | Modifica les dades a Wikidata |
|        | Torrent d'en Puig    | Arenys de Munt | entitat singular de població                                                   | 48 hab                           | 41° 36′ 23″ N, 2° 32′ 02″ E / 41.6065°N,2.534°E 160 msnm                                                |           |                            | Modifica les dades a Wikidata |
|        | Torrentbò            | Arenys de Munt | entitat singular de població masia                                             | 43 hab                           | 41° 35′ 47″ N, 2° 30′ 52″ E / 41.596505°N,2.514437°E ca:Torrentbó - Parròquia de Santa Cecília 183 msnm |           | Torrentbò                  | Modifica les dades a Wikidata |
|        | Vallvidrera          | Arenys de Munt | entitat singular de població                                                   | 12 hab                           | 41° 35′ 31″ N, 2° 32′ 37″ E / 41.591916666667°N,2.5435277777778°E 60 msnm                               |           |                            | Modifica les dades a Wikidata |
|        | el Barri del Migdia  | Arenys de Munt | entitat singular de població                                                   | 66 hab                           | 41° 35′ 54″ N, 2° 31′ 57″ E / 41.598385°N,2.53248°E                                                     |           |                            | Modifica les dades a Wikidata |
|        | els Tres Turons      | Arenys de Munt | entitat singular de població                                                   | 242 hab                          | 41° 36′ 07″ N, 2° 30′ 59″ E / 41.6019499°N,2.51645015°E 263 msnm                                        |           |                            | Modifica les dades a Wikidata |
|        | la Creueta           | Arenys de Munt | entitat singular de població                                                   | 317 hab                          | 41° 37′ 10″ N, 2° 32′ 18″ E / 41.619472°N,2.53825°E 220 msnm                                            |           |                            | Modifica les dades a Wikidata |

## església
| imatge | Nom                                   | Ubicat a       | instància de     | Detalls                                                   | coordenades                                                                                   | Protecció                                  | Commons (més fotos)                                  | Dades a WD                    |
| ------ | ------------------------------------- | -------------- | ---------------- | --------------------------------------------------------- | --------------------------------------------------------------------------------------------- | ------------------------------------------ | ---------------------------------------------------- | ----------------------------- |
|        | Mare de Déu de Lurda d'Arenys de Munt | Arenys de Munt | església capella | Estil: arquitectura popular                               | 41° 36′ 56″ N, 2° 30′ 59″ E / 41.615489945404°N,2.5163757044698°E                             | bé integrant del patrimoni cultural català | Santuari de la Mare de Déu de Lurda (Arenys de Munt) | Modifica les dades a Wikidata |
|        | Sant Martí d'Arenys                   | Arenys de Munt | església         | Estil: arquitectura gòtica 16th century                   | 41° 36′ 32″ N, 2° 32′ 23″ E / 41.609°N,2.5398°E ca:Plaça de l'Església, s/n                   | bé cultural d'interès local                | Sant Martí d'Arenys de Munt                          | Modifica les dades a Wikidata |
|        | Sant Miquel                           | Arenys de Munt | església         | Estat: ruïnós                                             | 41° 37′ 00″ N, 2° 31′ 17″ E / 41.6166294208036°N,2.52152707537855°E 186 msnm                  |                                            |                                                      | Modifica les dades a Wikidata |
|        | Santa Cecília de Torrentbò            | Arenys de Munt | església         | Estil: arquitectura popular 16th century                  | 41° 35′ 48″ N, 2° 30′ 52″ E / 41.59663°N,2.514391°E ca:Torrentbó - Parròquia de Santa Cecília | bé integrant del patrimoni cultural català | Santa Cecília de Torrentbò                           | Modifica les dades a Wikidata |
|        | Santa Maria de Goscons                | Arenys de Munt | església         | Estil: arquitectura romànica Estat: enderrocat o destruït | 41° 37′ 23″ N, 2° 32′ 29″ E / 41.62315°N,2.541361°E                                           |                                            |                                                      | Modifica les dades a Wikidata |
|        | capella del Remei                     | Arenys de Munt | església capella | Estil: arquitectura popular                               | 41° 35′ 14″ N, 2° 31′ 32″ E / 41.5873°N,2.52567°E ca:Camí del Remei. Can Gibert               | bé cultural d'interès local                | Capella del Remei (Arenys de Munt)                   | Modifica les dades a Wikidata |
|        | capella del Roser de Torrentbò        | Arenys de Munt | església         | Estil: arquitectura popular 20th century                  | 41° 35′ 50″ N, 2° 31′ 15″ E / 41.597351°N,2.520913°E ca:Torrentbó - Veïnat de Can Guix        | bé integrant del patrimoni cultural català | Capella del Roser de Torrentbò                       | Modifica les dades a Wikidata |
|        | el Remei                              | Arenys de Munt | església masia   | Estil: arquitectura popular                               | 41° 35′ 15″ N, 2° 31′ 33″ E / 41.5875°N,2.52574°E                                             | bé cultural d'interès local                | Capella del Remei (Arenys de Munt)                   | Modifica les dades a Wikidata |

## font
| imatge | Nom                  | Ubicat a       | instància de | Detalls                                                                      | coordenades | Protecció                   | Commons (més fotos)           | Dades a WD                    |
| ------ | -------------------- | -------------- | ------------ | ---------------------------------------------------------------------------- | --- | --------------------------- | ----------------------------- | ----------------------------- |
|        | Font Fontbona        | Arenys de Munt | font         |                                                                              | 41° 36′ 15″ N, 2° 32′ 03″ E / 41.60411°N,2.53418°E ca:Al costat de l'inici del Rial de l'Hostal del Sol                                                             |                             |                               | Modifica les dades a Wikidata |
|        | font de Ca l'Eloi    | Arenys de Munt | font         | 20th century                                                                 | 41° 36′ 06″ N, 2° 31′ 54″ E / 41.60174°N,2.53154°E ca:Ca l'Eloi. |                             |                               | Modifica les dades a Wikidata |
|        | font de Can Jalpí    | Arenys de Munt | font         |                                                                              | 41° 35′ 57″ N, 2° 32′ 20″ E / 41.59919°N,2.53878°E ca:Can Jalpí |                             |                               | Modifica les dades a Wikidata |
|        | font de Can Popa     | Arenys de Munt | font         | 1942                                                                         | 41° 36′ 24″ N, 2° 31′ 31″ E / 41.60679°N,2.52536°E ca:Vessant del Torrent d'en Puig                                                                                 |                             |                               | Modifica les dades a Wikidata |
|        | font de la Rambla    | Arenys de Munt | font         | Arquitecte: No/unknown value Estil: arquitectura modernista noucentisme 1926 | 41° 36′ 45″ N, 2° 32′ 20″ E / 41.612362°N,2.538893°E 41° 36′ 44″ N, 2° 32′ 19″ E / 41.6122°N,2.53868°E ca:Cruïlla de la Rambla de l'Eixample amb el carrer Panagall | bé cultural d'interès local | Font pública (Arenys de Munt) | Modifica les dades a Wikidata |
|        | font de la Teixonera | Arenys de Munt | font         |                                                                              | 41° 36′ 17″ N, 2° 31′ 45″ E / 41.60474°N,2.52903°E ca:Vessant Torrent d'en Puig                                                                                     |                             |                               | Modifica les dades a Wikidata |

## indret
| imatge | Nom                | Ubicat a       | instància de  | Detalls | coordenades                                                           | Protecció | Commons (més fotos)                 | Dades a WD                    |
| ------ | ------------------ | -------------- | ------------- | ------- | --------------------------------------------------------------------- | --------- | ----------------------------------- | ----------------------------- |
|        | Goscons            | Arenys de Munt | indret        |         |                                                                       |           |                                     | Modifica les dades a Wikidata |
|        | pla de les Bruixes | Arenys de Munt | indret menhir |         | 41° 38′ 09″ N, 2° 32′ 00″ E / 41.63583333333333°N,2.533333333333333°E |           | Pla de les Bruixes (Arenys de Munt) | Modifica les dades a Wikidata |

## masia
| imatge | Nom                        | Ubicat a                     | instància de      | Detalls                                                                             | coordenades | Protecció                                            | Commons (més fotos)                    | Dades a WD                    |
| ------ | -------------------------- | ---------------------------- | ----------------- | ----------------------------------------------------------------------------------- | --- | ---------------------------------------------------- | -------------------------------------- | ----------------------------- |
|        | Ca l'Aiguaviva             | Arenys de Munt               | masia             |                                                                                     | 41° 35′ 38″ N, 2° 32′ 39″ E / 41.593897329611°N,2.54424052842453°E                                                                                                 |                                                      |                                        | Modifica les dades a Wikidata |
|        | Ca l'Amar de la Torre      | Arenys de Munt               | masia casa forta  |                                                                                     | 41° 36′ 03″ N, 2° 32′ 45″ E / 41.6008°N,2.54592°E ca:Rial de Can Boter i Ca l'Amar                                                                                 | bé d'interès cultural bé cultural d'interès nacional | Ca l'Amar de la Torre                  | Modifica les dades a Wikidata |
|        | Ca l'Arquer                | Arenys de Munt               | masia             | Estil: arquitectura gòtica                                                          | 41° 37′ 24″ N, 2° 32′ 29″ E / 41.6232°N,2.54125°E ca:Camí de Vallalta                                                                                              | bé cultural d'interès local                          | Ca l'Arquer (Arenys de Munt)           | Modifica les dades a Wikidata |
|        | Ca l'Escabellat            | Arenys de Munt               | masia             |                                                                                     | 41° 36′ 52″ N, 2° 31′ 28″ E / 41.6143716693585°N,2.52443635941351°E 209 msnm                                                                                       |                                                      | Ca l'Escabellat (Arenys de Munt)       | Modifica les dades a Wikidata |
|        | Ca l'Espàrrec              | Arenys de Munt               | masia             | Estil: arquitectura popular                                                         | 41° 36′ 50″ N, 2° 32′ 15″ E / 41.61394°N,2.53745°E | bé cultural d'interès local                          | Ca l'Espàrrec                          | Modifica les dades a Wikidata |
|        | Ca l'Isidre                | Arenys de Munt               | masia             | 17th century                                                                        | 41° 35′ 42″ N, 2° 31′ 15″ E / 41.59497°N,2.52072°E ca:Torrentbó - Veïnat de Can Forn                                                                               |                                                      |                                        | Modifica les dades a Wikidata |
|        | Ca l'Oliver                | Arenys de Munt               | masia             |                                                                                     | 41° 37′ 11″ N, 2° 32′ 53″ E / 41.619844503752°N,2.54811506730488°E ca:Carretera de Sant Iscle de Vallalta.                                                         |                                                      | Ca l'Oliver (Arenys de Munt)           | Modifica les dades a Wikidata |
|        | Cal Cotxo                  | Arenys de Munt               | masia             | 17th century                                                                        | 41° 35′ 40″ N, 2° 31′ 15″ E / 41.59457°N,2.52096°E ca:Torrentbó - Veïnat de Can Forn                                                                               |                                                      |                                        | Modifica les dades a Wikidata |
|        | Cal Moro                   | Arenys de Munt               | masia             | Estil: arquitectura popular                                                         | 41° 36′ 16″ N, 2° 32′ 11″ E / 41.604477°N,2.536461°E ca:Carrer de Cal Moro, s/n (Zona industrial)                                                                  | bé integrant del patrimoni cultural català           | Cal Moro (Arenys de Munt)              | Modifica les dades a Wikidata |
|        | Can Barbeta                | Arenys de Munt               | masia             | Estil: arquitectura popular 17th century                                            | 41° 36′ 28″ N, 2° 32′ 19″ E / 41.607655°N,2.538551°E ca:Carrer Barbeta, 17                                                                                         | bé integrant del patrimoni cultural català           | Can Barbeta (Arenys de Munt)           | Modifica les dades a Wikidata |
|        | Can Bellsolell de la Torre | Arenys de Munt               | masia             | Estil: arquitectura gòtica 15th century 19th century                                | 41° 36′ 41″ N, 2° 32′ 32″ E / 41.6113°N,2.54231°E ca:Rial Bellsolell                                                                                               | bé cultural d'interès nacional                       | Can Bellsolell de la Torre             | Modifica les dades a Wikidata |
|        | Can Bombí                  | Arenys de Munt               | masia             | 20th century                                                                        | 41° 35′ 39″ N, 2° 31′ 55″ E / 41.5942532348221°N,2.53193929936986°E ca:Damunt el Rial de Corsaví                                                                   |                                                      |                                        | Modifica les dades a Wikidata |
|        | Can Borrell                | Arenys de Munt               | masia             | Estil: arquitectura popular 16th century                                            | 41° 36′ 35″ N, 2° 32′ 18″ E / 41.609754°N,2.538392°E ca:Carrer Verge del Remei / Carrer de can Borrell                                                             | bé cultural d'interès local                          | Can Borrell (Arenys de Munt)           | Modifica les dades a Wikidata |
|        | Can Boter                  | Arenys de Munt               | masia             | Arquitecte: Enric Catà i Catà Estil: arquitectura eclèctica 1933                    | 41° 36′ 05″ N, 2° 32′ 36″ E / 41.601369°N,2.543288°E ca:Crtra. C-61, km, 3,5 (camí)                                                                                | bé cultural d'interès local                          | Can Boter (Arenys de Munt)             | Modifica les dades a Wikidata |
|        | Can Botet                  | Arenys de Mar Arenys de Munt | masia             |                                                                                     | 41° 35′ 38″ N, 2° 33′ 06″ E / 41.5938454680912°N,2.55166807801185°E                                                                                                |                                                      |                                        | Modifica les dades a Wikidata |
|        | Can Cametes                | Arenys de Munt               | masia             | 20th century                                                                        | 41° 35′ 24″ N, 2° 32′ 11″ E / 41.5899387521109°N,2.53638571367689°E ca:Al sud del terme municipal, per damunt de la C-32                                           |                                                      |                                        | Modifica les dades a Wikidata |
|        | Can Campeny                | Arenys de Munt               | masia             |                                                                                     | 41° 35′ 58″ N, 2° 32′ 44″ E / 41.5993696718752°N,2.54548599662501°E                                                                                                |                                                      |                                        | Modifica les dades a Wikidata |
|        | Can Catà de Baix           | Arenys de Munt               | masia             |                                                                                     | 41° 35′ 48″ N, 2° 32′ 10″ E / 41.5967114928086°N,2.53620525710511°E                                                                                                |                                                      |                                        | Modifica les dades a Wikidata |
|        | Can Catà de Dalt           | Arenys de Munt               | masia             |                                                                                     | 41° 35′ 47″ N, 2° 31′ 52″ E / 41.59634°N,2.53124°E ca:Sobre Can Jalpí                                                                                              | bé cultural d'interès local                          | Can Catà de Dalt                       | Modifica les dades a Wikidata |
|        | Can Clariana               | Arenys de Munt               | masia             |                                                                                     | 41° 37′ 11″ N, 2° 30′ 46″ E / 41.6196732478908°N,2.51280206598326°E                                                                                                |                                                      |                                        | Modifica les dades a Wikidata |
|        | Can Colomer de Sobirans    | Arenys de Munt               | masia             | Estil: arquitectura popular                                                         | 41° 37′ 02″ N, 2° 31′ 29″ E / 41.617273°N,2.524691°E ca:Camí Sobirans                                                                                              | bé cultural d'interès local                          | Can Colomer de Sobirans                | Modifica les dades a Wikidata |
|        | Can Colomer de la Vila     | Arenys de Munt               | masia             | Estat: enderrocat o destruït                                                        | | bé integrant del patrimoni cultural català           |                                        | Modifica les dades a Wikidata |
|        | Can Corbera de Dalt        | Arenys de Munt               | masia             | 18th century                                                                        | 41° 36′ 31″ N, 2° 33′ 33″ E / 41.6086466820954°N,2.55924653124324°E ca:A l'Est del municipi, dreta del Rial de Can Pauet. A tocar amb el límit municipal de Canet. |                                                      |                                        | Modifica les dades a Wikidata |
|        | Can Corder                 | Arenys de Munt               | masia             | 18th century                                                                        | 41° 36′ 25″ N, 2° 31′ 52″ E / 41.60696°N,2.53116°E ca:final del Torrent d'en Puig                                                                                  |                                                      |                                        | Modifica les dades a Wikidata |
|        | Can Cornell                | Arenys de Munt               | masia             | Estil: arquitectura popular 17th century                                            | 41° 36′ 59″ N, 2° 31′ 53″ E / 41.616337°N,2.531515°E ca:Riera de Sobirans                                                                                          | bé cultural d'interès local                          | Can Cornell (Arenys de Munt)           | Modifica les dades a Wikidata |
|        | Can Deri                   | Arenys de Munt               | masia             | 19th century                                                                        | 41° 35′ 17″ N, 2° 31′ 56″ E / 41.5879315831714°N,2.53229689952437°E ca:Al sud del terme municipal.                                                                 |                                                      |                                        | Modifica les dades a Wikidata |
|        | Can Déu                    | Arenys de Munt               | masia             |                                                                                     | 41° 35′ 52″ N, 2° 33′ 26″ E / 41.597640519158°N,2.5573064972222°E                                                                                                  |                                                      |                                        | Modifica les dades a Wikidata |
|        | Can Forn                   | Arenys de Munt               | masia             | 17th century                                                                        | 41° 35′ 41″ N, 2° 31′ 15″ E / 41.594829°N,2.520824°E ca:Torrentbó - Veïnat de Can Forn                                                                             | bé cultural d'interès local                          |                                        | Modifica les dades a Wikidata |
|        | Can Fortuny                | Arenys de Munt               | masia             | 1941                                                                                | 41° 35′ 56″ N, 2° 31′ 51″ E / 41.59896389°N,2.53089722°E 246.5 msnm                                                                                                |                                                      | Can Fortuny (Arenys de Munt)           | Modifica les dades a Wikidata |
|        | Can Framis                 | Arenys de Munt               | masia             | 19th century                                                                        | 41° 37′ 00″ N, 2° 30′ 30″ E / 41.6166642428201°N,2.50843164890138°E ca:Riera de Sobirans, Camí de la Creu                                                          |                                                      |                                        | Modifica les dades a Wikidata |
|        | Can Gibert                 | Arenys de Munt               | masia             |                                                                                     | 41° 35′ 15″ N, 2° 31′ 33″ E / 41.58748°N,2.52583°E ca:El Remei - al sud del terme municipal                                                                        |                                                      |                                        | Modifica les dades a Wikidata |
|        | Can Golba                  | Arenys de Munt               | masia             |                                                                                     | 41° 35′ 54″ N, 2° 31′ 02″ E / 41.5984525081841°N,2.51714953502912°E ca:Torrentbó - Residencial 1 els Tres Turons Carrer de les Moreres, s/n                        |                                                      |                                        | Modifica les dades a Wikidata |
|        | Can Grau                   | Arenys de Munt               | masia             |                                                                                     | 41° 35′ 52″ N, 2° 30′ 52″ E / 41.5977470429908°N,2.51432293517631°E ca:Torrentbó - Residencial Tres Turons                                                         |                                                      |                                        | Modifica les dades a Wikidata |
|        | Can Jaume Alzina           | Arenys de Munt               | masia             |                                                                                     | 41° 36′ 48″ N, 2° 29′ 51″ E / 41.6133747364583°N,2.49758254810696°E                                                                                                |                                                      |                                        | Modifica les dades a Wikidata |
|        | Can Maiol de la Torre      | Arenys de Munt               | masia casa forta  | Estil: arquitectura popular 16th century                                            | 41° 36′ 23″ N, 2° 32′ 35″ E / 41.606361°N,2.543111°E ca:Passatge Jaume I, 1                                                                                        | bé d'interès cultural bé cultural d'interès nacional | Can Maiol de la Torre (Arenys de Munt) | Modifica les dades a Wikidata |
|        | Can Martori                | Arenys de Munt               | masia             |                                                                                     | 41° 37′ 03″ N, 2° 30′ 55″ E / 41.6176385165957°N,2.51514597825076°E                                                                                                |                                                      |                                        | Modifica les dades a Wikidata |
|        | Can Mas Sardà              | Arenys de Munt               | masia             | 19th century                                                                        | 41° 36′ 26″ N, 2° 32′ 19″ E / 41.60712°N,2.53859°E ca:Carrer Barbeta, 5                                                                                            |                                                      |                                        | Modifica les dades a Wikidata |
|        | Can Miró                   | Arenys de Munt               | masia             | 15th century                                                                        | 41° 35′ 48″ N, 2° 31′ 16″ E / 41.596767°N,2.521122°E ca:Torrentbó - Veïnat de Can Guix                                                                             | bé cultural d'interès local                          | Can Miró (Arenys de Munt)              | Modifica les dades a Wikidata |
|        | Can Nualart                | Arenys de Munt               | masia             |                                                                                     | 41° 35′ 41″ N, 2° 31′ 15″ E / 41.5948°N,2.52087°E ca:Torrentbó - Veïnat de Can Forn                                                                                |                                                      |                                        | Modifica les dades a Wikidata |
|        | Can Pau Bernadó            | Arenys de Munt               | masia             | Arquitecte: Enric Catà i Catà Estil: modernisme català arquitectura modernista 1907 | 41° 36′ 31″ N, 2° 32′ 47″ E / 41.6086°N,2.54639°E ca:Camí Orient, 2                                                                                                | bé cultural d'interès local                          | Can Pau Bernadó (Arenys de Munt)       | Modifica les dades a Wikidata |
|        | Can Pau Vergés             | Arenys de Munt               | masia             | 1900                                                                                | 41° 36′ 51″ N, 2° 31′ 44″ E / 41.6142193625435°N,2.52901041312309°E ca:Vessant dret de la Riera de Sobirans                                                        |                                                      |                                        | Modifica les dades a Wikidata |
|        | Can Pey                    | Arenys de Munt               | masia             |                                                                                     | 41° 35′ 47″ N, 2° 30′ 39″ E / 41.59647°N,2.51086°E ca:Torrentbó - Parròquia de Santa Cecília                                                                       |                                                      |                                        | Modifica les dades a Wikidata |
|        | Can Popa                   | Arenys de Munt               | masia             | 1813                                                                                | 41° 36′ 24″ N, 2° 32′ 30″ E / 41.606786111111°N,2.5417222222222°E ca:Rial Pasqual, 15                                                                              |                                                      | Can Popa                               | Modifica les dades a Wikidata |
|        | Can Pouet                  | Arenys de Munt               | masia             |                                                                                     | 41° 36′ 27″ N, 2° 33′ 38″ E / 41.6073998517604°N,2.56059915138165°E                                                                                                |                                                      |                                        | Modifica les dades a Wikidata |
|        | Can Pugep                  | Arenys de Munt               | masia             |                                                                                     | 41° 36′ 52″ N, 2° 31′ 40″ E / 41.6144931620396°N,2.52768814573142°E                                                                                                |                                                      |                                        | Modifica les dades a Wikidata |
|        | Can Ramos                  | Arenys de Munt               | masia             | 20th century                                                                        | 41° 35′ 42″ N, 2° 31′ 15″ E / 41.59504°N,2.52092°E ca:Torrentbó - Veïnat de Can Forn                                                                               |                                                      |                                        | Modifica les dades a Wikidata |
|        | Can Rata                   | Arenys de Munt               | masia             |                                                                                     | 41° 35′ 47″ N, 2° 30′ 53″ E / 41.59633°N,2.51474°E ca:Torrentbó - Parròquia de Santa Cecília                                                                       |                                                      |                                        | Modifica les dades a Wikidata |
|        | Can Rifà                   | Arenys de Munt               | masia             | Estil: arquitectura popular 17th century                                            | 41° 36′ 43″ N, 2° 32′ 22″ E / 41.61204°N,2.53954°E ca:C. Sant Antoni, 4-6 132 msnm                                                                                 | bé cultural d'interès local                          | Can Rifà (Arenys de Munt)              | Modifica les dades a Wikidata |
|        | Can Rossell                | Arenys de Munt               | masia             | Estil: gòtic flamíger                                                               | 41° 36′ 50″ N, 2° 32′ 18″ E / 41.614°N,2.53844°E ca:Camí de Can Rossell                                                                                            | bé cultural d'interès local                          | Can Rossell                            | Modifica les dades a Wikidata |
|        | Can Sagrera                | Arenys de Munt               | masia             | Estil: historicisme arquitectònic                                                   | 41° 35′ 33″ N, 2° 32′ 24″ E / 41.59258°N,2.54009°E ca:Urbanització Can Sagrera                                                                                     | bé cultural d'interès local                          | Can Sagrera (Arenys de Munt)           | Modifica les dades a Wikidata |
|        | Can Sala de Baix           | Arenys de Munt               | masia             | Estil: historicisme arquitectònic                                                   | 41° 36′ 21″ N, 2° 32′ 17″ E / 41.6057°N,2.53817°E ca:Carrer Barbeta                                                                                                | bé cultural d'interès local                          | Can Sala de Baix (Arenys de Munt)      | Modifica les dades a Wikidata |
|        | Can Sala de Dalt           | Arenys de Munt               | masia casa pairal | Arquitecte: Pere Blai Estil: arquitectura popular 17th century                      | 41° 36′ 10″ N, 2° 32′ 54″ E / 41.602649°N,2.548257°E ca:Camí de Sant Iscle                                                                                         | bé cultural d'interès local                          | Can Sala de Dalt (Arenys de Munt)      | Modifica les dades a Wikidata |
|        | Can Salvat                 | Arenys de Munt               | masia             |                                                                                     | 41° 35′ 29″ N, 2° 32′ 26″ E / 41.5914329514476°N,2.54062239766834°E                                                                                                |                                                      |                                        | Modifica les dades a Wikidata |
|        | Can Seix                   | Arenys de Munt               | masia             |                                                                                     | 41° 35′ 26″ N, 2° 32′ 24″ E / 41.5906646202037°N,2.53994395352472°E ca:Rial de Corsaví                                                                             |                                                      |                                        | Modifica les dades a Wikidata |
|        | Can Soler                  | Arenys de Munt               | masia             |                                                                                     | 41° 37′ 12″ N, 2° 31′ 33″ E / 41.6200613572013°N,2.52591900928833°E                                                                                                |                                                      |                                        | Modifica les dades a Wikidata |
|        | Can Soler de Pagès         | Arenys de Munt               | masia             | Estil: arquitectura popular 19th century                                            | 41° 36′ 30″ N, 2° 32′ 42″ E / 41.608266°N,2.544871°E ca:Barri d'Orient 153 msnm                                                                                    | bé integrant del patrimoni cultural català           | Can Soler de Pagès                     | Modifica les dades a Wikidata |
|        | Can Vallalta               | Arenys de Munt               | masia             | Estil: arquitectura gòtica arquitectura popular 15th century                        | 41° 37′ 18″ N, 2° 32′ 55″ E / 41.621774°N,2.548641°E ca:Torrent de la Vallalta, ctra. de Sant Iscle 182 msnm                                                       | bé cultural d'interès local                          | Can Vallalta                           | Modifica les dades a Wikidata |
|        | Can Victoriano             | Arenys de Munt               | masia             | 19th century                                                                        | 41° 36′ 11″ N, 2° 32′ 22″ E / 41.6031553260029°N,2.53935122479184°E ca:Al costat del polígon industrial del Torrent d'e Puig.                                      |                                                      |                                        | Modifica les dades a Wikidata |
|        | Can Vives                  | Arenys de Munt               | masia             |                                                                                     | 41° 35′ 48″ N, 2° 31′ 51″ E / 41.59665°N,2.53071°E ca:Al costat de Can Catà de Dalt.                                                                               |                                                      |                                        | Modifica les dades a Wikidata |
|        | Can Xicoi                  | Arenys de Munt               | masia             |                                                                                     | 41° 37′ 06″ N, 2° 32′ 48″ E / 41.6182°N,2.5466°E 181.5 msnm |                                                      |                                        | Modifica les dades a Wikidata |
|        | Can Xicoi                  | Arenys de Munt               | masia             | 19th century                                                                        | 41° 36′ 16″ N, 2° 32′ 32″ E / 41.604444482429685°N,2.5422835350036626°E ca:Rial de la Rectoria                                                                     |                                                      | Can Xicoi (Arenys de Munt)             | Modifica les dades a Wikidata |
|        | Can Zariquiey              | Arenys de Munt               | masia             | Estil: arquitectura eclèctica 20th century                                          | 41° 35′ 57″ N, 2° 32′ 38″ E / 41.599166666667°N,2.5438888888889°E ca:Crtra. Sant Celoni, km 2,300                                                                  | bé cultural d'interès local                          | Can Zariquiei                          | Modifica les dades a Wikidata |
|        | Hostal del Sol             | Arenys de Munt               | masia             | Estil: arquitectura popular 18th century                                            | 41° 36′ 08″ N, 2° 31′ 59″ E / 41.602202°N,2.532974°E ca:Sobre Can Jalpí                                                                                            | bé integrant del patrimoni cultural català           | Hostal del Sol (Arenys de Munt)        | Modifica les dades a Wikidata |
|        | Mas Gabana                 | Arenys de Munt               | masia             | Estil: arquitectura popular 17th century                                            | 41° 35′ 56″ N, 2° 30′ 55″ E / 41.59881°N,2.51535°E ca:Torrentbó - Residencial Tres Turons                                                                          | bé cultural d'interès local                          |                                        | Modifica les dades a Wikidata |
|        | Mas Noé                    | Arenys de Munt               | masia             |                                                                                     | 41° 36′ 55″ N, 2° 32′ 21″ E / 41.615224°N,2.539145°E ca:Av. Panagall, 85 163 msnm                                                                                  | bé cultural d'interès local                          | Mas Ferran de Pol                      | Modifica les dades a Wikidata |
|        | Masia 2 de Cal Guix        | Arenys de Munt               | masia             |                                                                                     | 41° 35′ 50″ N, 2° 31′ 19″ E / 41.59722°N,2.52186°E ca:Torrentbó - Veïnat de Can Guix                                                                               |                                                      |                                        | Modifica les dades a Wikidata |
|        | Masia sector Sta. Cecília  | Arenys de Munt               | masia             | 18th century                                                                        | 41° 35′ 47″ N, 2° 30′ 50″ E / 41.59648°N,2.51394°E ca:Torrentbó - Parròquia de Santa Cecília                                                                       |                                                      |                                        | Modifica les dades a Wikidata |
|        | Masoveria Mas Gabana       | Arenys de Munt               | masia             |                                                                                     | 41° 35′ 57″ N, 2° 30′ 56″ E / 41.59906°N,2.51543°E ca:Torrentbó - Residencial Tres Turons                                                                          |                                                      |                                        | Modifica les dades a Wikidata |
|        | Reixac                     | Arenys de Munt               | masia             |                                                                                     | 41° 37′ 22″ N, 2° 30′ 04″ E / 41.6226949355576°N,2.50119544063599°E                                                                                                |                                                      |                                        | Modifica les dades a Wikidata |
|        | la Puntaire                | Arenys de Munt               | masia             |                                                                                     | 41° 35′ 51″ N, 2° 32′ 46″ E / 41.5974270950701°N,2.54624358566359°E                                                                                                |                                                      |                                        | Modifica les dades a Wikidata |
|        | masoveria de Cal Guix      | Arenys de Munt               | masia             |                                                                                     | 41° 35′ 48″ N, 2° 31′ 17″ E / 41.5966°N,2.52138°E ca:Torrentbó - Veïnat de Can Guix                                                                                |                                                      |                                        | Modifica les dades a Wikidata |
|        | masoveria de Can Palomé    | Arenys de Munt               | masia             |                                                                                     | 41° 35′ 47″ N, 2° 30′ 42″ E / 41.59638°N,2.51157°E ca:Torrentbó - Davant Restaurant Els Tres Turons                                                                |                                                      |                                        | Modifica les dades a Wikidata |
|        | masoveria de Can Vives     | Arenys de Munt               | masia             | 17th century                                                                        | 41° 35′ 48″ N, 2° 31′ 50″ E / 41.59668°N,2.53051°E ca:Al costat de Can Catà de Dalt.                                                                               |                                                      |                                        | Modifica les dades a Wikidata |

## monument
| imatge | Nom                       | Ubicat a       | instància de | Detalls                                                  | coordenades                                                              | Protecció | Commons (més fotos)                     | Dades a WD                    |
| ------ | ------------------------- | -------------- | ------------ | -------------------------------------------------------- | ------------------------------------------------------------------------ | --------- | --------------------------------------- | ----------------------------- |
|        | Monument Jacint Verdaguer | Arenys de Munt | monument     | 2003 Dedicat a: Jacint Verdaguer i Santaló               | 41° 35′ 19″ N, 2° 31′ 40″ E / 41.5887°N,2.52767°E ca:Camí del Remei      |           |                                         | Modifica les dades a Wikidata |
|        | Monument a la Puntaire    | Arenys de Munt | monument     | Creador: Etsuro Sotoo 2004 Llarg: 4m Dedicat a: puntaire | 41° 36′ 33″ N, 2° 32′ 23″ E / 41.60928°N,2.53966°E ca:Plaça de Catalunya |           | Monument a la Puntaire (Arenys de Munt) | Modifica les dades a Wikidata |

## muntanya
| imatge | Nom                 | Ubicat a       | instància de | Detalls | coordenades                                                         | Protecció | Commons (més fotos) | Dades a WD                    |
| ------ | ------------------- | -------------- | ------------ | ------- | ------------------------------------------------------------------- | --------- | ------------------- | ----------------------------- |
|        | Turó de Ca l'Amar   | Arenys de Munt | muntanya     |         | 41° 36′ 46″ N, 2° 30′ 52″ E / 41.6127°N,2.51454°E 415.5 msnm        |           |                     | Modifica les dades a Wikidata |
|        | Turó de Ca l'Arquer | Arenys de Munt | muntanya     |         | 41° 37′ 43″ N, 2° 32′ 30″ E / 41.6286°N,2.54168°E 353 msnm          |           |                     | Modifica les dades a Wikidata |
|        | Turó de Vilanegra   | Arenys de Munt | muntanya     |         | 41° 36′ 24″ N, 2° 30′ 19″ E / 41.6067°N,2.50525278°E 532.8 msnm     |           |                     | Modifica les dades a Wikidata |
|        | Turó del Fangar     | Arenys de Munt | muntanya     |         | 41° 36′ 53″ N, 2° 33′ 12″ E / 41.61483056°N,2.55330556°E 318.6 msnm |           |                     | Modifica les dades a Wikidata |
|        | Turó del Mig        | Arenys de Munt | muntanya     |         | 41° 36′ 27″ N, 2° 29′ 58″ E / 41.60755278°N,2.49943611°E 550.5 msnm |           |                     | Modifica les dades a Wikidata |
|        | Turó del Pollastre  | Arenys de Munt | muntanya     |         | 41° 36′ 07″ N, 2° 31′ 41″ E / 41.6020075°N,2.52803611°E 295 msnm    |           | Turó del Pollastre  | Modifica les dades a Wikidata |

## pont
| imatge | Nom                           | Ubicat a       | instància de | Detalls               | coordenades                                                                        | Protecció | Commons (més fotos) | Dades a WD                    |
| ------ | ----------------------------- | -------------- | ------------ | --------------------- | ---------------------------------------------------------------------------------- | --------- | ------------------- | ----------------------------- |
|        | Pont primer del Fondo Rossell | Arenys de Munt | pont         | 1870 Estat: bon estat | 41° 37′ 17″ N, 2° 31′ 49″ E / 41.6213°N,2.53034°E ca:Al nord del terme municipal   |           |                     | Modifica les dades a Wikidata |
|        | Pont segon del Fondo Rossell  | Arenys de Munt | pont         | 1870 Estat: bon estat | 41° 37′ 23″ N, 2° 31′ 45″ E / 41.62307°N,2.52929°E ca:Al nord del terme municipal. |           |                     | Modifica les dades a Wikidata |
|        | Pont tercer del Fondo Rossell | Arenys de Munt | pont         | 1870 Estat: bon estat | 41° 37′ 32″ N, 2° 31′ 38″ E / 41.62553°N,2.52732°E ca:Al nord del terme municipal. |           |                     | Modifica les dades a Wikidata |

## Misc
| imatge | Nom                                  | Ubicat a                     | instància de        | Detalls                                  | coordenades | Protecció                                  | Commons (més fotos)                  | Dades a WD                    |
| ------ | ------------------------------------ | ---------------------------- | ------------------- | ---------------------------------------- | --- | ------------------------------------------ | ------------------------------------ | ----------------------------- |
|        | Bassa del Torrentbó                  | Arenys de Munt               | bassa               | 18th century                             | 41° 35′ 50″ N, 2° 30′ 40″ E / 41.5972°N,2.51099°E ca:Torrentbó - Parròquia de Santa Cecília                                      |                                            |                                      | Modifica les dades a Wikidata |
|        | Can Jalpí                            | Arenys de Munt               | mansió              | Estil: arquitectura eclèctica 1900       | 41° 35′ 57″ N, 2° 32′ 24″ E / 41.5991°N,2.53987°E ca:Carretera de Sant Celoni, km 1,400                                          | bé cultural d'interès local                | Can Jalpí                            | Modifica les dades a Wikidata |
|        | Collsacreu                           | Vallgorguina Arenys de Munt  | port de muntanya    |                                          | 41° 37′ 36″ N, 2° 31′ 38″ E / 41.62655556°N,2.52711111°E 368 msnm                                                                |                                            |                                      | Modifica les dades a Wikidata |
|        | Far de Can Jalpí                     | Arenys de Munt               | torre               | 1900                                     | 41° 36′ 01″ N, 2° 32′ 21″ E / 41.600254°N,2.53924°E ca:Damunt Can Jalpí                                                          | bé cultural d'interès local                | Can Jalpí                            | Modifica les dades a Wikidata |
|        | Finestra de Can Noé                  | Arenys de Munt               | finestra            | Estil: arquitectura popular 17th century | 41° 36′ 35″ N, 2° 32′ 22″ E / 41.60982°N,2.539316°E ca:C. de les Flors, 1 125 msnm                                               | bé integrant del patrimoni cultural català | Finestra de Can Noé                  | Modifica les dades a Wikidata |
|        | Hipogeu de Ca n'Arquer de Goscons    | Arenys de Munt               | hipogeu             |                                          | 41° 37′ 23″ N, 2° 32′ 29″ E / 41.6231°N,2.54137°E Ca l'Arquer                                                                    | bé cultural d'interès local                |                                      | Modifica les dades a Wikidata |
|        | Llinda al carrer Vell, 20            | Arenys de Munt               | llinda              | Estil: arquitectura popular              | 41° 36′ 29″ N, 2° 32′ 25″ E / 41.608176°N,2.540347°E                                                                             | bé cultural d'interès local                | Llinda al carrer Vell, 20            | Modifica les dades a Wikidata |
|        | Pedra de la Ferradura                | Dosrius Arenys de Munt       | fita                | 18th century                             | 41° 36′ 22″ N, 2° 29′ 50″ E / 41.6062125446726°N,2.4972540855628°E ca:Coll de la Ferradura - Veïnat de Rupit - Zona de Canyamars |                                            |                                      | Modifica les dades a Wikidata |
|        | Pineda de Can Jalpí                  | Arenys de Munt               | pineda              |                                          | 41° 35′ 55″ N, 2° 32′ 18″ E / 41.59854°N,2.53821°E ca:Al NO de can Jalpí                                                         |                                            |                                      | Modifica les dades a Wikidata |
|        | Polígon industrial Torrent d'en Puig | Arenys de Munt               | polígon industrial  |                                          | 41° 36′ 14″ N, 2° 32′ 21″ E / 41.6040016465614°N,2.53926120147201°E                                                              |                                            |                                      | Modifica les dades a Wikidata |
|        | Veïnat de Can Forn                   | Arenys de Munt               | conjunt d'edificis  | 17th century                             | 41° 35′ 41″ N, 2° 31′ 15″ E / 41.59475°N,2.52085°E ca:Veïnat de Can Forn                                                         |                                            |                                      | Modifica les dades a Wikidata |
|        | Xemeneia Destil·leries Sorel         | Arenys de Munt               | xemeneia de fàbrica | 19th century                             | 41° 36′ 37″ N, 2° 32′ 31″ E / 41.61036°N,2.54192°E ca:Rial del Bellsolell, s/n                                                   |                                            |                                      | Modifica les dades a Wikidata |
|        | casa consistorial d'Arenys de Munt   | Arenys de Munt               | casa consistorial   |                                          | 41° 36′ 41″ N, 2° 32′ 22″ E / 41.6113505°N,2.5394492°E                                                                           |                                            | Ajuntament d'Arenys de Munt          | Modifica les dades a Wikidata |
|        | castell de Goscons                   | Arenys de Munt               | castell             |                                          | |                                            |                                      | Modifica les dades a Wikidata |
|        | el Mas Gabana                        | Arenys de Munt               | nucli de població   |                                          | 41° 36′ 04″ N, 2° 30′ 41″ E / 41.6010311375208°N,2.51135830974613°E                                                              |                                            |                                      | Modifica les dades a Wikidata |
|        | ermita de Can Bombí                  | Arenys de Munt               | ermita edifici      | 20th century                             | 41° 35′ 38″ N, 2° 31′ 51″ E / 41.59392°N,2.53092°E ca:Damunt el Rial de Corsaví                                                  |                                            |                                      | Modifica les dades a Wikidata |
|        | plaça de l'Església                  | Arenys de Munt               | plaça               |                                          | 41° 36′ 32″ N, 2° 32′ 25″ E / 41.609008°N,2.540351°E                                                                             | bé cultural d'interès local                | Plaça de l'Església (Arenys de Munt) | Modifica les dades a Wikidata |
|        | riera d'Arenys                       | Arenys de Munt Arenys de Mar | curs d'aigua        | Desemboca: mar Mediterrània Llarg: 8km   | 41° 37′ 23″ N, 2° 29′ 50″ E / 41.622969°N,2.497356°E 41° 34′ 39″ N, 2° 33′ 08″ E / 41.577597°N,2.552283°E                        |                                            | Riera d'Arenys                       | Modifica les dades a Wikidata |